# Lycalopex sechurae
La Pseudovolpe di Sechura (Lycalopex sechurae Thomas, 1900) è una Pseudovolpe, del quale è la specie più piccola. È diffusa nel deserto di Sechura e in altre zone dell'Ecuador sud-occidentale e del Perù nord-occidentale.

## Descrizione

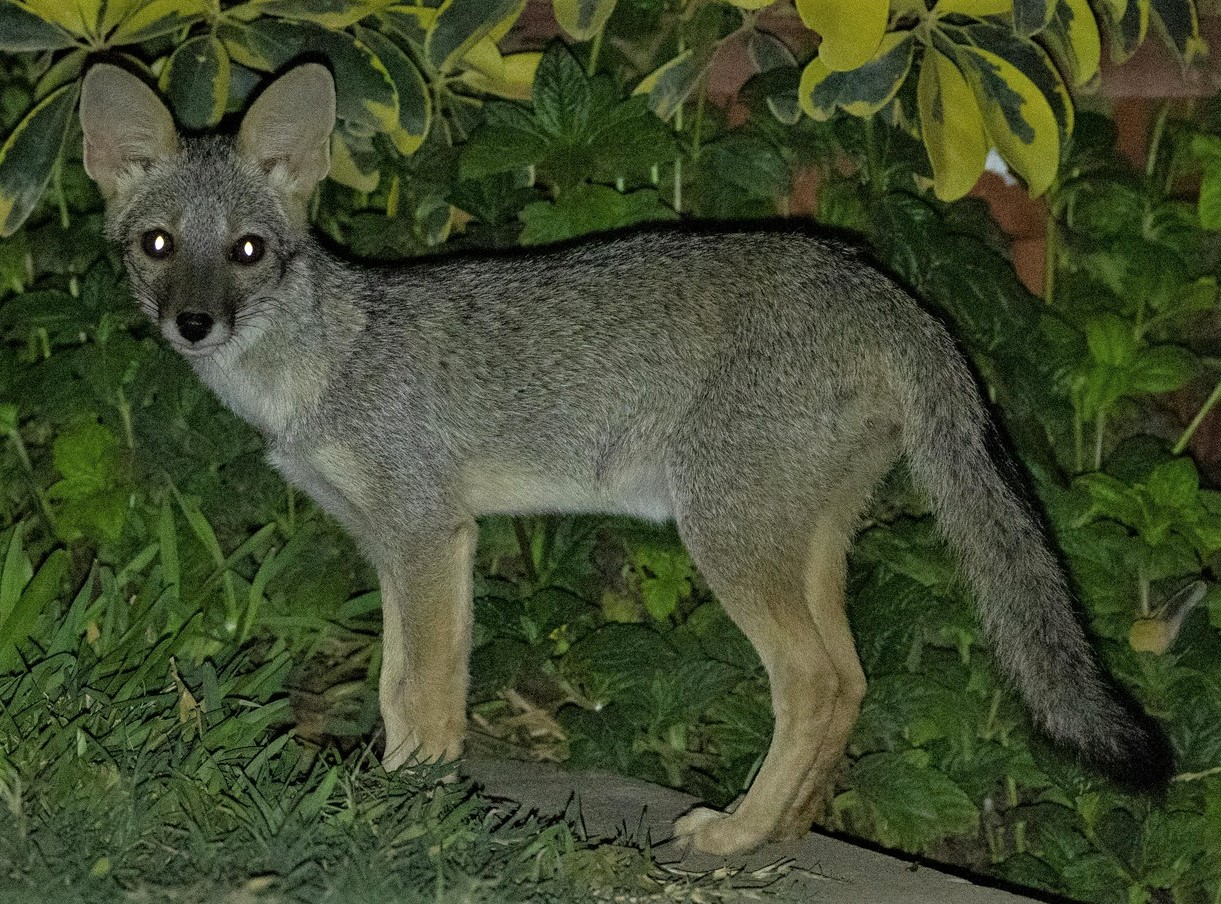
Esemplare fotografato in Perù

La Pseudovolpe di Sechura è un Canide di piccole dimensioni: pesa 2,6-4,2 kg, misura 50–78 cm di lunghezza e ha una coda di 27–34 cm. Il mantello è color grigio-aguti su gran parte del corpo e schiarisce fino a divenire bianco o color crema sulle regioni inferiori. Presenta disegni bruno-rossastri sul retro delle orecchie, attorno agli occhi e sulle zampe. Il muso è grigio scuro e lungo il petto corre una banda grigia. La coda ha l'estremità nera. Ha denti piccoli, adatti per un'alimentazione a base di insetti e piante rinsecchite, con canini simili a quelli di una volpe.
Il numero dei cromosomi è sconosciuto, ma probabilmente è 2n=74.

## Distribuzione e habitat
Scoperta la prima volta nel deserto di Sechura, questa Pseudovolpe vive nelle regioni aride dell'Ecuador sud-occidentale e del Perù occidentale, dal livello del mare fino ad almeno 1000 m di quota, e forse ad altitudini maggiori. Entro i confini di questa regione è stata avvistata sulle pendici occidentali delle Ande che scendono fino alla costa, in deserti, foreste aride e spiagge. Non ne viene riconosciuta nessuna sottospecie.
Alcuni fossili di questa specie, risalenti al tardo Pleistocene, sono stati trovati in Ecuador e Perù, nei pressi dell'areale attuale. Le analisi genetiche lasciano ipotizzare che il più prossimo parente vivente di questo animale sia la Pseudovolpe di Darwin, originaria del Cile.

## Biologia
La Pseudovolpe di Sechura ha abitudini notturne e trascorre la giornata in tane scavate nel sottosuolo. È generalmente solitaria, anche se occasionalmente sia stata vista spostarsi in coppia. I piccoli nascono in ottobre e novembre, sebbene si conosca ancora ben poco delle sue abitudini riproduttive.
Questa Pseudovolpe è un animale opportunista e la sua dieta varia molto a seconda della stagione e dell'ambiente locale. È stata vista nutrirsi di semi, specialmente di quelli dell'arbusto Prosopis juliflora e di cappero, nonché di frutti di Cordia e Vasconcellea candicans, e se necessario è in grado di sopravvivere con una dieta unicamente erbivora. Più comunemente, tuttavia, mangia anche insetti, roditori, uova di uccelli e carogne. Riesce probabilmente a sopravvivere per lunghi periodi di tempo senza bere, ricavando i liquidi necessari dalle sostanze di cui si nutre.

## Conservazione
La Pseudovolpe di Sechura è minacciata dalla distruzione dell'habitat, minaccia, questa, particolarmente rilevante in Ecuador. È risaputo che talvolta attacchi anche animali domestici, come i polli, e viene cacciata sia per ridurre il numero di questi attacchi che per alcune parti del corpo, che trovano impiego nell'artigianato locale, nella medicina tradizionale o nei rituali magici. L'animale è considerato a rischio minimo in Ecuador, mentre in Perù non può essere cacciato senza un regolare permesso. La specie è classificata tra quelle prossime alla minaccia dalla IUCN.